# 油田村 (山口県)
油田村（ゆだそん）は、山口県大島郡にあった村。現在の周防大島町伊保田・油宇にあたる。

## 地理
- 海洋 ： 安芸灘、伊予灘
- 山岳 ： 大見山、鯛峰
- 島嶼 ： 情島、諸島

## 歴史
- 1889年（明治22年）4月1日 - 町村制の施行により、伊保田村・油宇村の区域をもって発足。
- 1955年（昭和30年）4月1日 - 和田村・森野村・白木村と合併して東和町が発足。同日油田村廃止。

## 交通

### 港湾
- 伊保田港